# Scolopia septentrionalis
Scolopia septentrionalis är en videväxtart som beskrevs av René Paul Raymond Capuron och Herman Otto Sleumer. Scolopia septentrionalis ingår i släktet Scolopia och familjen videväxter. Inga underarter finns listade i Catalogue of Life.